# Русалочка (фильм, 2023)
«Руса́лочка» (англ. The Little Mermaid) — американский кинофильм в жанре музыкального романтического фэнтези режиссёра Роба Маршалла по сценарию Дэвида Маги. Фильм является киноадаптацией одноимённого мультфильма 1989 года, который сам основан на одноимённой сказке Ханса Кристиана Андерсена. Продюсерами выступают Маршалл, Джон Делюка, Марк Платт и Лин-Мануэль Миранда, последний выступил соавтором новых песен для ремейка с Аланом Менкеном, композитором и соавтором песен оригинального мультфильма, а Менкен также вернулся, чтобы написать музыку к картине.
Выбор на роль русалочки Ариэль актрисы Холли Бэйли из музыкального дуэта Chloe x Halle стал первым случаем, когда афроамериканская актриса играет диснеевскую принцессу, бывшую белокожей в мультфильмах.
Премьера кинокартины состоялась 8 мая 2023 года в театре Долби (Лос-Анджелес). В ряде стран лента демонстрировалась в кинотеатрах с 24 и 25 мая 2023 года, а в широкий прокат фильм вышел 26 мая того же года.
Лента получила смешано-положительный приём критиков, которые похвалили сценарий, саундтрек и диалоги, однако раскритиковали кастинг и визуальные эффекты. В прокате картина собрала свыше 500 миллионов долларов.

## Сюжет
Ариэль — принцесса-русалка и младшая дочь короля Тритона, правителя морского народа Атлантики. Она очарована человеческим миром, несмотря на то, что никогда его не видела, поскольку Тритон запретил всем русалкам выходить на поверхность после того, как мать Ариэль была убита человеком. Ариэль собирает человеческие предметы при поддержке своего лучшего друга рыбы Флаундера и Скаттла, северной олуши.
Ариэль пропускает собрание Коралловой Луны, на котором она должна была присутствовать вместе со своими сёстрами, и Тритон ругает её. После этого она видит фейерверк над океаном и всплывает на поверхность, чтобы увидеть его вблизи. Фейерверк запускается с корабля Эрика, принца соседнего Карибского островного королевства. Ариэль подслушивает, как Эрик рассказывает премьер-министру королевства Угрюмусу о своём желании исследовать неизведанное и помочь народу своего королевства. Налетает шторм, и корабль разбивается о скалы, вынуждая всех спасаться в шлюпках. Ариэль спасает Эрика и доставляет его на берег, где она поёт своим голосом сирены, чтобы помочь спасти ему жизнь. Она уплывает прежде, чем он успевает полностью прийти в сознание. После того, как Эрик выздоравливает, его приёмная мать королева Селина запрещает ему снова выходить в море.
Рассеянное поведение Ариэль комментируют её сёстры. Услышав это, Тритон расспрашивает своего советника, краба Себастьяна, который говорит ему, что она спасла человеческую жизнь. Возмущённый, Тритон отправляется в грот Ариэль, чтобы встретиться с ней лицом к лицу; когда она отказывается поклясться никогда больше не подниматься на поверхность, Тритон уничтожает её коллекцию человеческих предметов. После того, как Тритон уходит, к Ариэль подходит пара мурен, которые показывают ей изображение морской ведьмы Урсулы, младшей сестры Тритона и тёти Ариэль, которая была изгнана из Атлантики 15 лет назад, и сообщают, что Урсула предлагает помочь Ариэль.
Ариэль следует за муренами в логово Урсулы, где морская ведьма предлагает сделку: она превратит Ариэль в человека на три дня, в течение которых Ариэль должна получить поцелуй истинной любви от Эрика, чтобы навсегда остаться человеком. Если ей это не удастся, она снова превратится в русалку, и Урсула получит на неё права. Чтобы стать человеком, Ариэль должна отказаться от своего хвоста, способности дышать под водой и голоса сирены, который Урсула сохраняет в раковине. Ариэль принимает сделку, и ей дают человеческие ноги. Флаундер и Себастьян поднимают её на поверхность, и её спасает рыбак, который отвозит её в островное королевство и в замок Эрика. Эрик, который отчаянно искал женщину, спасшую ему жизнь, бросается навстречу Ариэль, когда слышит о её прибытии. Ариэль взволнована, но отсутствие у неё голоса заставляет Эрика немедленно отвернуться. Позже тем же вечером Ариэль исследует замок и находит коллекцию предметов Эрика, которую он собрал за время своих путешествий. Эрик и Ариэль проводят время вместе, изучая его коллекцию.
На следующий день Эрик водит Ариэль осматривать достопримечательности королевства. Себастьян, который последовал за Ариэль на сушу, понимает, что Урсула наложила обманное заклинание, из-за которого Ариэль забывает, что ей нужно поцеловать Эрика. Вместе со Скаттлом и Флаундером Себастьян берёт на себя смелость заставить эту пару поцеловаться. Они почти добиваются успеха, но им мешают мурены Урсулы. Урсула приходит в ярость от того, что оказалась на волосок от проигрыша, и принимает облик красивой молодой женщины по имени Ванесса, а также использует голос сирены Ариэль, чтобы загипнотизировать Эрика.
На следующее утро Ариэль и её друзья узнают, что Эрик объявит о своей помолвке с Ванессой позже в тот же день. Скаттл обнаруживает истинную личность Ванессы и сообщает об этом Ариэль, которая спешит на вечеринку по случаю помолвки и противостоит Урсуле, чтобы сломать раковину у неё на шее. К Ариэль возвращается голос, и чары, наложенные на Эрика, рассеиваются. Но прежде чем они успевают поцеловаться, солнце садится, и Ариэль снова превращается в русалку. Урсула возвращается к своей первоначальной форме, прежде чем схватить Ариэль и нырнуть обратно в океан.
Урсуле противостоит Тритон, который приказывает ей отпустить Ариэль. Однако Урсула показывает, что сделка, которую она заключила с Ариэль, нерушима. Тритон обменивает себя на Ариэль, и мурены Урсулы превращают его в пыль, к большому ужасу Ариэль. Урсула забирает трезубец Тритона как раз в тот момент, когда Эрик прибывает на помощь; в рукопашной схватке Урсула случайно убивает своих мурен. Разъярённая Урсула использует трезубец, чтобы вырасти до чудовищных размеров, и вызывает бурю, чтобы победить Ариэль и Эрика. В этот шторм Ариэль забирается на всплывший корабль и поворачивает штурвал в нужный момент, чтобы пронзить Урсулу его расщеплённым бушпритом. Как только Урсула гибнет, Тритон возвращается к жизни; он и Ариэль признают, что каждый из них пожертвовал собой ради другого. Эрику удаётся вернуться домой, где Селина признаёт, что любовь Эрика и Ариэль была настоящей.
Тритон в конце концов признаёт, что, хотя Ариэль вернулась домой, как он и хотел, она несчастлива без Эрика. По совету Себастьяна Тритон навсегда превращает Ариэль в человека, и она воссоединяется с Эриком. Пара решает путешествовать по миру вместе, с благословения обоих своих родителей и при поддержке обитателей обоих миров.

## В ролях
| Актёр               | Роль                                               |
| ------------------- | -------------------------------------------------- |
| Холли Бэйли         | русалочка Ариэль                                   |
| Джона Хауэр-Кинг    | принц Эрик                                         |
| Мелисса Маккарти    | ведьма Урсула                                      |
| Хавьер Бардем       | Царь Тритон отец Ариэль                            |
| Нома Думезвени      | Королева Селина мачеха Эрика                       |
| Арт Малик           | премьер-министр Угрюмус                            |
| Джейкоб Трамбле     | пинтано Флаундер                                   |
| Давид Диггз         | краб Себастьян                                     |
| Аквафина            | северная олуша Скаттл                              |
| Джессика Александер | Ванесса человеческое альтер-эго Урсулы             |
| Мартина Лэрд        | горничная Лашана                                   |
| Кристофер Файрбэнк  | Хокинс товарищ Эрика                               |
| Джон Даглиш         | Малиган товарищ Эрика                              |
| Джуд Акувидике      | рыбак Джошуа                                       |
| Лорена Андреа       | русалка Перла дочь Тритона, старшая сестра Ариэль  |
| Симон Эшли          | русалка Индира дочь Тритона, старшая сестра Ариэль |
| Каролина Конше      | русалка Мала дочь Тритона, старшая сестра Ариэль   |
| Сиенна Кинг         | русалка Тамика дочь Тритона, старшая сестра Ариэль |
| Кайса Мохаммар      | русалка Карина дочь Тритона, старшая сестра Ариэль |
| Натали Соррелл      | русалка Каспия дочь Тритона, старшая сестра Ариэль |

## Производство
В мае 2016 года Deadline Hollywood сообщил, что Disney решила перезапустить мультфильм в версию фильма с живыми актёрами. Три месяца спустя было объявлено, что Алан Менкен вернётся в качестве композитора фильма и напишет новые песни вместе с Лин-Мануэлем Мирандой, который также будет совместно продюсировать фильм с Marc Platt Productions. К работе над проектом присоединились Линдсей Лохан и Крис Эванс. В декабре 2017 года сообщалось, что Роб Маршалл будет режиссёром, а Джейн Голдман напишет сценарий. 3 июля 2019 года было объявлено, что роль самой Русалочки в фильме достанется афроамериканской артистке Хэлли Бэйли. В том же месяце было также объявлено, что Гарри Стайлс и Хавьер Бардем ведут переговоры, чтобы сыграть Принца Эрика и Короля Тритона соответственно. Тем не менее, к августу выяснилось, что Стайлс отказался от роли из-за того, что он сосредоточился на своей музыкальной карьере.
Позже, в сентябре, стало известно, что Кэмерон Каффе и Джона Хауэр-Кинг были двумя последними кандидатами на роль принца Эрика. В ноябре 2019 года Хауэр-Кинг был официально объявлен на роль Эрика. В октябре Дэйвид Диггс также объявил, что ведёт переговоры, чтобы озвучить Себастьяна. Съёмки планировалось начать в апреле 2020 года, но в марте 2020 года производство было приостановлено из-за пандемии коронавируса, а также массовых акций протестов в США. Позднее съёмки планировалось начать в 10 августа 2020 года, но они были отложены до конца ноября/начала декабря, чтобы уложиться в график Маккарти сериала «Девять идеальных незнакомцев». В декабре 2020 года Маккарти заявила, что надеется приступить к съёмкам фильма в январе 2021 года. В конце января 2021 года съёмки официально начались в Pinewood Studios в Айвере, Англия. В том же месяце Дэвид Диггс рассказал о большом объёме работы, которую ему пришлось проделать, когда дело дошло до подготовки и записи диалога для роли Себастьяна.
К ноябрю 2020 года новый генеральный директор Disney Боб Чапек объявил, что съёмки всех фильмов, отложенных из-за коронавируса, возобновились, а в некоторых случаях завершились основные съёмки.
Возобновившись, съёмки проходили с января по июль 2021, в Лондоне и на Сардинии.

## Музыка
17 марта 2017 года было объявлено, что Алан Менкен, который ранее был композитором и соавтором песен для оригинального фильма, вернётся в качестве композитора фильма и напишет новые песни вместе с продюсером Лин-Мануэлем Мирандой. Три месяца спустя Менкен заявил, что его работа над музыкой для фильма приостановлена из-за расписания Миранды и Марка Платта с «Мэри Поппинс возвращается». 20 мая 2019 года Менкен заявил, что «Русалочка» станет его следующим проектом после выхода живой адаптации «Аладдина», а 9 июля он и Миранда начали работу над новыми песнями для фильма. Заменив автора текстов оригинального фильма, покойного Ховарда Эшмана, Миранда посчитал, что «[он] определённо проиграет» работе Эшмана, утверждая, что «никто не может писать так, как он». 17 сентября 2019 года сообщалось, что Менкен и Миранда написали новую песню для принца Эрика, которую Менкен подтвердил 11 октября 2019 года и сообщил, что он и Миранда написали «примерно четыре или пять новых песен» для фильма, включая новую песню для Эрика и Ариэль, новую песню для короля Тритона, а также песня для Скаттла. 16 января 2020 года Хэлли Бейли подтвердила, что песня «Part of Your World» из оригинального фильма появится в римейке. 10 февраля 2020 года Миранда рассказал, что они с Менкеном написали четыре новые песни для фильма. 22 марта 2020 года Менкен сообщил, что песни для фильма уже записаны. 19 февраля 2021 года Менкен заявил, что новые песни будут «смесью» его стиля и стиля Миранды..

## Восприятие

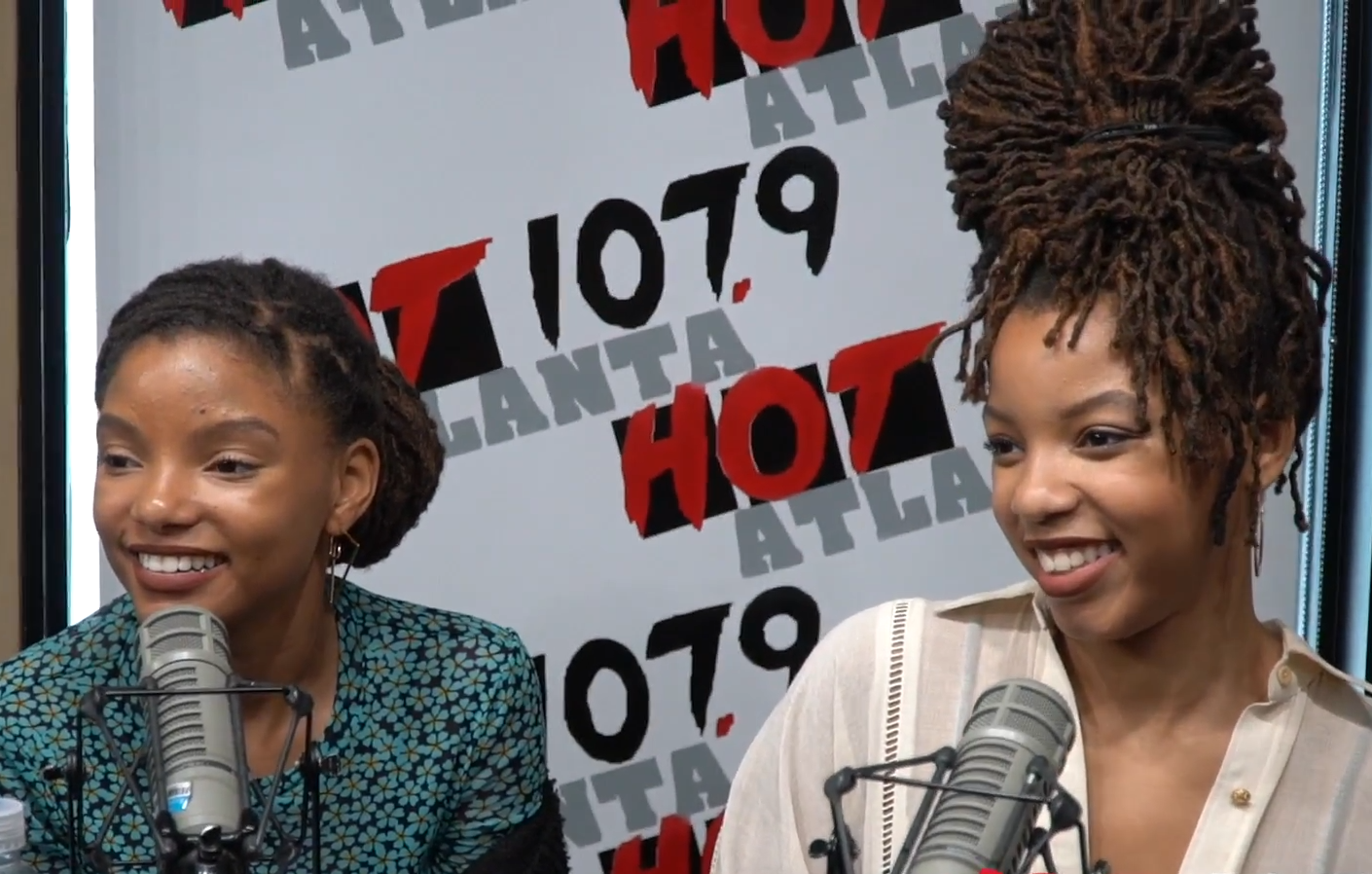
Холли Бэйли (слева) — исполнительница роли Ариэль

Присутствие в кастинге афроамериканской актрисы-дебютантки Холли Бэйли в роли Ариэль было воспринято неоднозначно. Новость приветствовали, в числе прочих, Мэрайя Кэри, Хэлли Берри и Крисси Тайген, но внешние отличия Бэйли от оригинального персонажа с голубыми глазами и светлой кожей вызвали протест у пользователей Интернета. Началась череда негативных публикаций с хэштегами #NotMyAriel («НеМояАриэль») и #NotMyMermaid («НеМояРусалочка»), появились обещания проигнорировать фильм в прокате, поскольку «все поколения росли с белокожей Ариэль с рыжими волосами». В ответ на такую реакцию принадлежащий Диснею телеканал Freeform опубликовал в сети Instagram «открытое письмо бедным, несчастным душам», в котором сообщил, что хотя автор оригинальной сказки был датчанином, Ариэль — русалка, живущая в «интернациональных водах», и может плавать где ей заблагорассудится, а также напомнил, что датчане могут быть темнокожими и «генетически» обладать рыжими волосами. При этом, с какой стороны ни посмотреть, Ариэль — выдуманная героиня. Сама Холли Бэйли отозвалась о прохождении проб с восторгом, заявив, что «мечта становится реальностью» и продемонстрировала в сетевых пабликах отредактированное изображение, на котором Ариэль — темнокожая брюнетка с чёрными глазами.
Вскоре после того, как начались возмущения в Твиттере, внимание СМИ привлекла сенегальская художница Kine Aw, написавшая картину, на которой изображена Мами Вата (Mami Wata или Mammy Water на языке Крио),  — водное существо, легенда о котором в западной Африке насчитывает шесть столетий. Её изображают как полуженщину-полурыбу с длинными текучими волосами, её частым атрибутом являются змеи вокруг шеи или в руках. Художница заявила, что всегда воспринимала Ариэль как русалку, без какой-либо связи с белокожими людьми. Однако учёные считают, что происхождение этого божества связано со сложным сочетанием местных легенд и услышанных от европейцев историй о русалках, а сама Мами Вата изображается с разнообразным цветом кожи, от чёрного до белого и даже синего, не имея чёткой привязки к одному из них. Также одним из каноничных образов Мами Вата считается изображение заклинательницы змей Налы Дамаянти (Nala Damajanti).
В сентябре 2022 года сообщалось, что по данным расширения Return YouTube Dislike тизер фильма собрал больше миллиона дизлайков, а также массу негативных и саркастических комментариев.
13 марта 2023 года YouTube-канале Walt Disney Studios появился полноценный трейлер картины. На следующий день в СМИ сообщили, что ролик получил 461 тысяч дизлайков против 95 тысяч лайков по версии расширения Return YouTube Dislike. На данный момент количество лайков и дизлайков под трейлером 334 тысячи и 2,2 миллиона соответственно.

## Реакция
На «Rotten Tomatoes» фильм имеет рейтинг 66 % на основе 346 рецензий со средней оценкой 6,3 из 10. На «Metacritic», который использует средневзвешенное значение, критики присвоили фильму оценку 59 из 100 баллов, что указывает на «смешанные или средние отзывы», зрительская оценка составляет 2.0 из 10. На российском сайте «Кинопоиск» средняя оценка фильма составила 5 из 10 баллов.

## Сборы
По состоянию на 28 мая 2023 года фильм собрал в прокате 298,1 миллионов долларов в Соединённых Штатах и Канаде и 271,4 миллиона долларов в других странах, что составляет 569,6 миллиона долларов в мировом прокате.
В Соединённых Штатах и Канаде фильм был выпущен одновременно с «Машиной», «Беглецом», «О моём отце» и «Ты ранил мои чувства», и, по прогнозам, в 4320 кинотеатрах в течение четырёхдневного уик-энда, посвящённого Дню поминовения, сборы должны были составить 120—125 миллионов долларов. Фильм заработал 38 миллионов долларов в первый день проката, включая 10,3 миллиона долларов от вечерних просмотров в четверг. Дебютный показ собрал 95,5 миллионов долларов за обычный уик-энд и 118,8 за весь четырёхдневный срок, заняв пятое место по кассовым сборам среди фильмов, стартовавших в дни поминовения.
За пределами США и Канады кассовые сборы первого уик-энда не оправдали ожиданий, собрав всего 63,8 миллиона долларов. Инсайдер описал премьерный уик-энд фильма как «не то, чтобы огромное разочарование, но, всё же разочарование». Крупнейшими рынками были Мексика (8,5 млн долларов), Великобритания (6,3 млн долларов), Италия (4,7 млн долларов), Бразилия и Австралия (около 4 миллионов долларов с каждой). Его результаты в Китае и Южной Корее были сочтены кассовым провалом. Он собрал всего 3,6 миллиона долларов в Китае, стране, где фильмы Диснея, как правило, собирают от 40 до 85 миллионов долларов, и 4,4 миллиона долларов в Южной Корее. Фильм также собрал в прокате 415 672 доллара в Индии и 184 214 долларов в Южной Африке в первые выходные.

## Будущее
В октябре 2022 года, после положительного отклика чернокожих детей на просмотр трейлера, появились слухи, что Дисней связался с Хэлли Бейли, чтобы договориться о возможном продолжении. В апреле 2023 года Маршалл намекнул на потенциал продолжения в случае успеха фильма, сказав: «Это классическая история, в которой много персонажей и много интересных историй. Я действительно думаю, что для некоторых вещей она подходит… Но нужно посмотреть, как пройдет прокат фильма, и как он сработает… Я думаю, что всегда есть возможность найти истории в историях. Это всегда замечательно». В мае 2023 года актёры Хэлли Бейли и Джона Хауэр-Кинг рассказали о продолжении анимационного фильма «Русалочка 2: Возвращение в море», заявив, что он им понравился и они согласны повторить свои роли в продолжении, если второй фильм будет адаптацией данного мультфильма.